# 屠龙战记
《屠龙战记》是一款由南梦宫制作和发行的动作角色扮演类游戏。 本游戏于1987年1月7日在日本地区FC游戏机发行。
本游戏为横向卷轴类游戏，遊戲地圖与超级马里奥系列类似。屠龙战记也是最早采用第二次跳跃的游戏，是最早使用画面血槽的游戏之一。